# Olena Mowtschan
Olena Mowtschan (ukrainisch Олена Мовчан; * 17. August 1976 in Mykolajiw, Ukrainische SSR) ist eine ehemalige ukrainische Trampolinturnerin.
Mowtschan gewann in ihrer Karriere 13 Medaillen bei Weltmeisterschaften und wurde dabei viermal Weltmeisterin. 1996, 1999 und 2001 gewann sie mit Oksana Zyhuljowa jeweils den Synchronwettbewerb. Mit der Mannschaft gewann sie 2001 den Titel. Ihr bestes Einzelresultat erzielte sie 2003 in Hannover mit dem zweiten Platz.
Sie nahm an zwei Olympischen Spielen teil. 2004 kam sie als Dritte der Qualifikation ins Finale, wo sie den fünften Platz belegte. Auch 2008 erreichte sie das Finale, verpasste mit dem vierten Platz aber einen Medaillengewinn.
Bei den World Games sicherte sich Mowtschan dreimal die Goldmedaille im Synchronturnen sowie einmal Silber im Einzel.